# Fernão Gonçalves

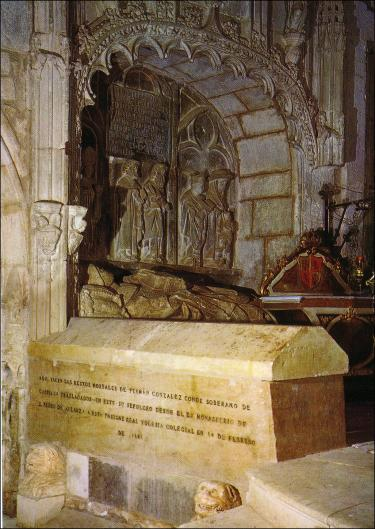
Túmulo de Fernando Gonzalez na Igreja da Colegiada de São Cosme e Damião de Covarrubias.

Fernão Gonzalez (em latím, Fredinandus Gundisalviz; Castelo de Lara, c. 910 - Burgos, 969/970) foi conde de Castela de 932 até a sua morte em 969 ou 970. Ficou no entanto mais conhecido pela forma como era referido nas canções de gesta, que o referiam como Fernan Gonzalez em vez de Fredinandus Gundisalviz.

## Biografia
Conde de Castela, filho de Gonçalo Fernandez, que tinha sido nomeado conde de Castela (899) e de Burgos (915), e que por tradição é um descendente de semi-lendário juiz Nuño Rasura. Sua mãe Muniadona Nunes foi sempre lembrada pelos condes de Castela posteriores, mesmos nas cortes muçulmanas da Península onde os estudiosos a denominavam como Ibn Mama Duna (descendente de Muniadona).
Fernão Gonçalves foi uma personagem activa e fundador de uma dinastia que iria governar os territórios de Castela, lançando dessa formas as bases para seu status como futuro reino um reino independente, dando origem ao futuro Reino de Castela. No ano 932, o conde Fernão aparece pela primeira vez com o título de conde dentro da organização administrativa do leste do Reino de Leão.

## Relações familiares
Foi filho de Gonçalo Fernandez (m. 915), conde em Burgos e conde de Castela e de Muniadona Nuñez.
Casou por duas vezes, a primeira com Sancha Sanches de Pamplona, filha de Sancho Garcês I, rei de Pamplona e de Toda Aznares, de quem teve:
- Gonzalo Fernandes (933/935-959), senhor de Lara, La Bureba e Aza, casado com Fronilde Gomes.
- Sancho Fernandes (933/935-956).
- Munio Fernandes (n. antes de 941)).
- Garcia Fernandes, conde de Castela (941/944 - 995) casado com Ava de Ribagorza, filha de Raimundo II de Ribagorza Conde de Ribagorza e de Gersenda de Fézensac.
- Urraca Fernandes de Castela (m. 1007) casada por três vezes, a primeira em 944 com Ordonho III de Leão, rei de Leão, a segunda em 958 com Ordonho IV de Leão, rei de Leão e a terceira em 962 com Sancho Garcês II de Pamplona "Abarca", rei de Pamplona.
- Muniadona Fernandes (m. c. 1015) casada com Gomez Diaz de Saldanha, filho de Diogo Muñoz, conde em Saldaña.
- Fronilde Fernandes (m. depois de 1014).

O segundo matrimónio foi com Urraca Garcês de Pamplona (m. ca. 1008), filha de Garcia Sanches I de Pamplona e de Andregoto Galíndez de quem teve:
- Pedro Fernandes